# Ompok pabda
Ompok pabda és una espècie de peix de la família dels silúrids i de l'ordre dels siluriformes. Es distribuïx per a l'Afganistan, el Pakistan, l'Índia, Bangladesh, Myanmar i Bhutan.
 Els mascles poden assolir els 30 cm de llargària total.